# ماء البحر

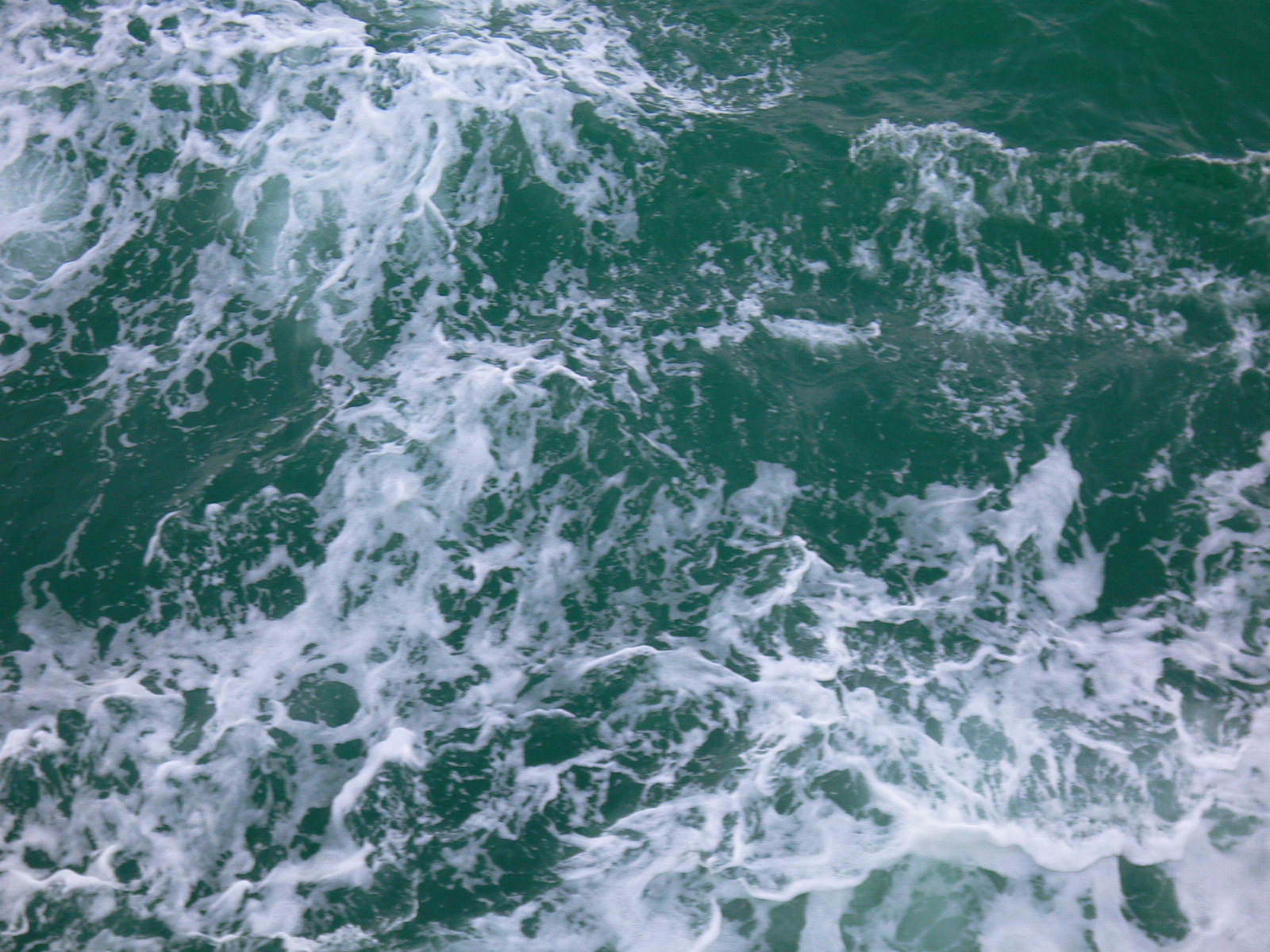
مياه البحر في مضيق ملقا

ماء البحر هو الماء الموجود في بحار ومحيطات العالم، وتبلغ نسبة ملوحته حوالي 3٫5٪ في المتوسط (35 غرام/لتر أو 599 ميلي مولار). أي أن كل كيلوغرام من ماء البحر (ما يقرب من لتر واحد من حيث الحجم) يحتوي على 35 غرام (1٫2 أونصة) من الأملاح الذائبة (في الغالب أيونات صوديوم (Na+) وكلوريد (Cl-)). تبلغ كثافة ماء البحر عند سطح المحيط 1٫025 غرام /مل في المتوسط. وهي كثافة أعلى من كثافة الماء العذب والماء النقي (الكثافة = 1غرام/مل عند 4 درجات مئوية (39 فهرنهايت)) وذلك لأن الأملاح الذائبة تزيد من كتلة الماء دون أن تُحدِث تغير ذو شأن في حجمه. وتنخفض نقطة التجمد لماء البحر بزيادة نسبة الأملاح الذائبة فيه، فماء البحر ذو الملوحة النمطية يتجمد عند -2 درجة مئوية (28 فهرنهايت). أبرد ماء بحري (في الحالة السائلة) تم تسجيله على الإطلاق كان في عام 2010، وهو لتيار مائي تحت كتلة جليدية في المنطقة القطبية الجنوبية، وبلغت درجة حرارته -2٫6 درجة مئوية (27٫3 فهرنهايت). تنحصر درجة حموضة ماء البحر بالإجمال في نطاق بين 7٫5 و 8٫4، وفي المتوسط تبلغ سرعة الصوت فيه ما يقرب من 1500 متر في الثانية الواحدة.

## الملوحة
| العنصر   | النسبة | العنصر   | النسبة |
| -------- | ------ | -------- | ------ |
| أكسجين   | 85.84  | كبريت    | 0.091  |
| هيدروجين | 10.82  | كالسيوم  | 0.04   |
| كلوريد   | 1.94   | بوتاسيوم | 0.04   |
| صوديوم   | 1.08   | بروم     | 0.0067 |
| مغنيسيوم | 0.1292 | كربون    | 0.0028 |

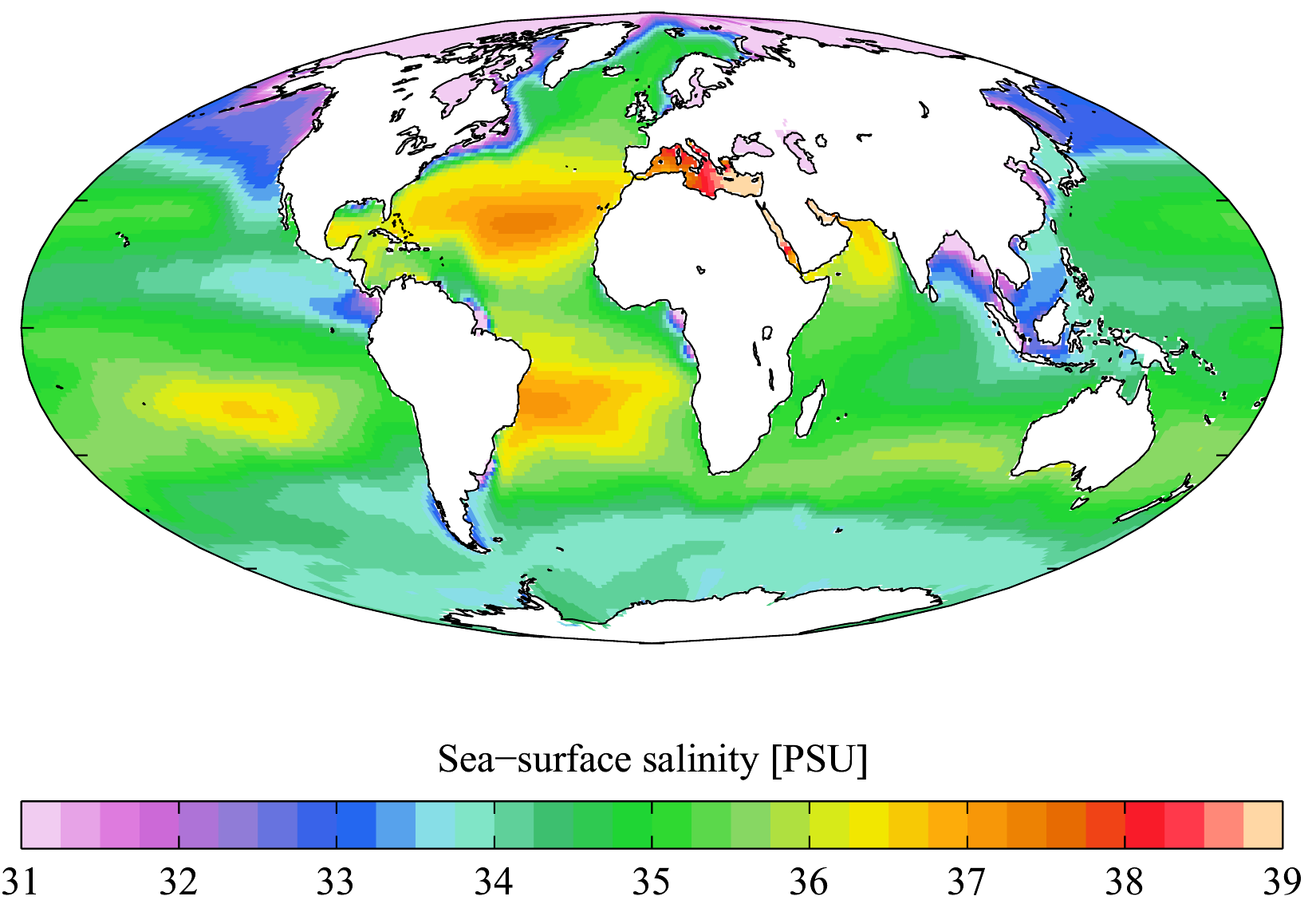

نسبة ملوحة أغلب المياه البحرية تقع بين 3.1% و 3.8%، وهي غير موحّدة في جميع أنحاء العالم حيث تختلط مع مياه الأنهار بالقرب من مصبات الأنهار أو مناطق ذوبان الجليد فتقل نسبة ملوحة مياه البحار. يعد البحر الأحمر أكثر البحار المفتوحة ملوحة وذلك لارتفاع نسبة تبخّر وانخفاض هطول الأمطار، وهناك بحار معزولة تحتوي على نسب ملوحة عالية مثل البحر الميت.
وبناءً على نسبة الملوحة ودرجة الحرارة تكون كثافة المياه السطحية للبحار بين 1,020 إلى 1,029 كيلوجرام /متر3- بينما
تصل كثافة مياه البحر إلى 1050 كيلوجرام /متر3- أو أعلى لارتفاع الضغط في أعماق المحيطات،
وتبلغ درجة الحموضة 7.5 إلى 8.4، وسرعة الصوت 1,500 metres/second.

## مقارنة بين المياه العذبة والمياه المالحة
تعد أيّونات الصوديوم والكلوريد والمغنيسيوم والسولفات والكالسيوم (سرعة ترسيبه كبيرة)  وتتفاوت نسب الأيونات من واحد لآخر تبعا لاختلاف الفترة الزمنية لتواجد الأيونات في المياه فأملاح كلوريد الصوديوم تواجدت قبل فترات طويلة من وجود الكالسيوم.
إضافة إلى أن نسب المواد المذابة في مياه البحار أكبر بكثير من تلك المذابة في المياه العذبة بما في ذلك الأيونات ، فعلى سبيل المثال وبالرغم من أن نسبة البيكربونات المذابة في البحار هي 2.8 والأيونات الأخرى تمثل 0.14% إلا أن البيكربونات المُذابة في مياه الأنهار تمثل 48% من الأيونات المذابة.

## التفسيرات الجيوكيميائية
| المكونات | تركيزها (mol/kg) |
| -------- | ---------------- |
| H2O      | 53.6             |
| Cl-      | 0.546            |
| Na+      | 0.469            |
| Mg2+     | 0.0528           |
| SO2-4    | 0.0282           |
| Ca2+     | 0.0103           |
| K+       | 0.0102           |
| CT       | 0.00206          |
| Br-      | 0.000844         |
| BT       | 0.000416         |
| Sr2+     | 0.000091         |
| فلوريد   | 0.000068         |

مخطط لتركيز أيونات الأملاح في مياه البحار Cl− 55%, Na+ 30.6%, SO2−
4 7.7%, Mg2+ 3.7%, Ca2+ 1.2%, K+ 1.1%, Other 0.7%

بدأت النظريات العلمية عن أصول البحار على يد السير إدمون هالي في عام 1715 الذي اقترح أن مصدر الأملاح وغيرها من المعادن هو انتقال مياه الأمطار إلى الأنهار ومن الأنهار إلى مياه البحار في المحيطات وتُعزى زيادة تركيز الأملاح إلى زيادة عملية تبخر المياه (انظر دورة الماء) ,تعتبر نظرية هالي صحيحة جزئيا حيث أن الصوديوم في الأغلب يخرج من أعماق المحيطات ويتفاعل مع الكلوريد الناتج عن غازات البراكين الأرضية مكوّنا ملح كلوريد الصوديوم.(قد تكون ملوحة المحيطات مستقرة لملايين السنين نتيجة للتكنيك الكيميائي الذي يعمل على إزالة الأملاح الزائدة)

## استهلاك مياه البحار
شرب كميات صغيرة من مياه البحار المختلط مع المياه العذبة (نسبة الأملاح 2% في بحر البلطيق وأكثر من 4% شرق البحر الأبيض المتوسط والبحر الأحمر) لا يضر بصحة الإنسان حيث تعمل الكِلى على التخلص من الأملاح الزائدة المكتسبة من مياه البحر  عن طريق التبول، وفي حالة لم يتم التخلص منها قد ترتفع نسبتها في الدم وتصل إلى السُمِيّة مما يؤثر على ضغط الدم وضربات القلب.
هناك العديد من الدراسات ضد شرب مياه البحر مثل (Chapter 29 - Shipboard Medicine)  من كتاب الجوانب الطبية في البيئات القاسية وملخصه هو / خطر الموت لإولئك الذين يشربون ماء البحر هو 39% بينما نسبة خطر الموت هي 3% على أولئك الذين لا يشربوا مياه البحر، كما تم دراسات معملية كثيرة على الفئران  وأكّدت هذه الدراسات الأثر السلبي الناتج من شرب مياه البحر، إلا أنه يمكن للفئران التكيّف مع نسب الأملاح العالية وذلك لأن قدرة الكِلى على استيعاب الأملاح أعلى بكثير من قدرة كلى الإنسان إضافة لحيوانات أخرى مثل البطريق والأسماك والحيتان.

## خصائصه
• التوصيل الحراري لمياه البحر يبلغ W/mk 0,6 عند 25 درجة مئوية ونسبة ملوحة 35 جرام/كيلو جرام
ينخفض التوصيل الحراري بزيادة الملوحة، ويزيد بزيادة درجة الحرارة 